# Carles Viver Pi-Sunyer
Carles Viver Pi-Sunyer (Tarrasa, Barcelona, 1 de septiembre de 1949) es un jurista y docente español. Fue magistrado del Tribunal Constitucional de España entre 1992 y 2001. En 2004 fue nombrado Director del Instituto de Estudios Autonómicos de la Generalidad de Cataluña, desde donde asesoró técnicamente en los trabajos de redacción de la propuesta de reforma del Estatuto de Autonomía de Cataluña de 2006. En febrero de 2013 fue designado para presidir el Consejo Asesor para la Transición Nacional, órgano creado mediante un decreto de la Generalidad de Cataluña de ese mes. Este decreto fue declarado inconstitucional por unanimidad y, por tanto, anulado el 10 de mayo de 2017 por el Tribunal Constitucional de España (TC) pues, en su momento, fue recurrido por el Gobierno de España por considerar que la norma iba más allá de las competencias atribuidas a la Generalidad y desde entonces se encontraba suspendido por el Alto Tribunal.

## Biografía

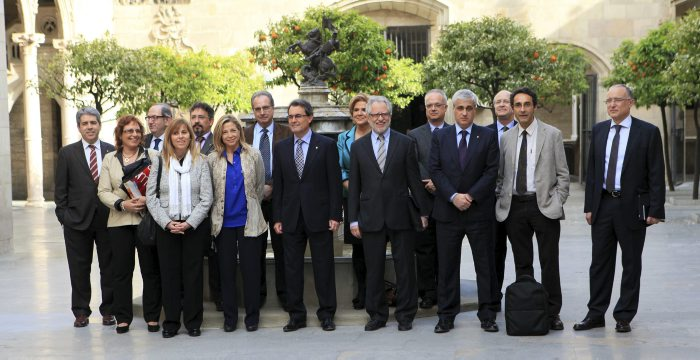
Imagen del Consejo Asesor para la Transición Nacional tras su constitución (abril de 2013)

Nacido en Tarrasa (provincia de Barcelona) el 1 de septiembre de 1949, se doctoró en derecho en la Universidad de Barcelona en 1977, donde fue catedrático de Derecho constitucional entre 1987 y 1990, y desde entonces lo es de la Universidad Pompeu Fabra, donde fue miembro de la comisión que creó dicha Universidad y fue el primer decano de su Facultad de Derecho.
Entre 1992 y 2001 fue magistrado del Tribunal Constitucional de España, ejerciendo de vicepresidente del mismo de 1998 a 2001. En 2004 fue nombrado Director del Instituto de Estudios Autonómicos, desde donde asesoró técnicamente en los trabajos de redacción del Estatuto de Autonomía de Cataluña de 2006, así como en los de la propuesta de un nuevo Pacto Fiscal. Es especialista en derecho autonómico y derecho constitucional. En 2003 recibió la Cruz de Sant Jordi y el premio Justicia de Cataluña. 
En 2004 recibió la gran cruz de la Orden de Isabel la Católica y en 2005 la Orden del Mérito Constitucional. Desde abril de 2006 es magistrado del Tribunal Constitucional de Andorra por designación del Consejo General. Es miembro numerario del Instituto de Estudios Catalanes desde marzo de 2012.
En marzo de 2013 fue designado para presidir el Consejo Asesor para la Transición Nacional. En febrero de 2016 fue designado por el presidente de la Generalidad de Cataluña, Carles Puigdemont, para dirigir la "planificación y ejecución de la mejora del autogobierno". Fue destituido por el Gobierno de España el 31 de octubre de 2017, tras la aplicación del artículo 155 de la Constitución Española.

## Principales obras
- El personal político de Franco (1936-45) (1978)
- La figura jurídica del President de la Generalitat a l'Estatut d'Autonomia de Catalunya (1980)
- El procediment legislatiu en l´ordenament jurídic català en la Revista Jurídica de Cataluña (1981)
- La Constitució (1984)
- Materias competenciales y Tribunal Constitucional (1989)
- Soberanía, Autonomía, Interés general... y el retorno del jurista persa (1989)
- Las autonomías políticas (1994)
- L'acte de plantejament de la qüestió d'inconstitucionalitat (1998). Existe una versión en castellano publicada en Cuadernos de Derecho Público
- Veinte años de Constitución y de incipiente constitucionalismo (1998)
- El auto de planteamiento de la cuestión de inconstitucionalidad (1999)
- La democracia constitucional: estudios en homenaje al profesor Francisco Rubio Llorente (2002)
- Valoración de 25 años de autonomía (2003)
- La reforma de los estatutos de autonomía: con especial referencia al caso de Cataluña (2005)
- En defensa dels estatuts d'autonomia com a normes jurídiques delimitadores de competències. Contribució a una polèmica juridicoconstitucional (2005). Existe una versión castellana editada por el Centro de Estudios Políticos y Constitucionales
- L'Estatut de 2006 (2006)
- Jurisdicción Constitucional y Judicial en el Recurso de Amparo (2006)
- Les competències de la Generalitat a l'Estatut de 2006: objectius, tècniques emprades, criteris d'interpretació i comparació amb els altres estatuts reformats (2007)
- La Riforma dello Statuto della Comunità Autonoma di Catalogna: principali novità e problemi di costituzionalità (2008)
- Por favor, no disparen contra el pianista. Mito y realidad del (mal llamado) principio dispositivo (2008)
- Impact of the Global Economic Crisis on the Political Decentralisation (2010). Existe una versión catalana en la Revista d'Estudis Autonòmics i Federals
- L'impacte de la crisi esconòmica i global en el sistema de descentralització política a Espanya (2011). Existe una versión en castellano y otra en inglés
- El Tribunal Constitucional, sempre, només... i indiscutible? La funció constitucional dels estatuts en l'àmbit de la distribució de competències segons la STC 31/2010 (2011). Existe una versión castellana en la Revista Española de Derecho Constitucional.
- The transition to a decentralized political system in Spain (2011)
- Federal and State constitutions: Explaining change and Development in the Evolution of the Federal State in Spain (2011)
- Linguistic and Cultural Rights (2012)
- Els efectes vinculants de les sentències del Tribunal Constitucional sobre els legisladors: poden reiterar preceptes legals prèviament declarats inconstitucionals? (2012). Existe una versión en castellano en la Revista Española de Derecho Constitucional.

| Predecesor: José Gabaldón López | Vicepresidente del Tribunal Constitucional 1998 - 2001 | Sucesor: Tomás Vives Antón |